# Edwin A. Stevens Hall
El Edwin A. Stevens Hall está ubicado en Hoboken, condado de Hudson, Nueva Jersey, Estados Unidos. El edificio se agregó al Registro Nacional de Lugares Históricos el 4 de febrero de 1994. El edificio fue diseñado por Richard Upjohn y construido en 1870. El edificio recibió su nombre de Edwin Augustus Stevens y se utilizó como edificio principal del Instituto de Tecnología de Stevens. El renombrado Auditorio DeBaun, que tiene más de 100 años, se encuentra en este edificio. Se utiliza actualmente como la Escuela de Ingeniería y Ciencias Charles V. Schaefer, Jr.